# Tatra 26/30
Der Tatra 26/30 war das größere Schwestermodell des Mittelklasse-Typs 30, den das Tatrawerk in Nesselsdorf 1927 herausbrachte.

## Beschreibung
Das Fahrzeug hatte den gleichen obengesteuerten, luftgekühlten Vierzylinder-Boxermotor mit 1680 cm³ Hubraum und 24 PS (17,6 kW) Leistung, wie der Tatra 30. Im Unterschied zu diesem besaß der Tatra 26/30 allerdings drei Achsen, deren hintere beide angetrieben waren. Die erreichbare Höchstgeschwindigkeit des 1350 kg schweren Wagens lag bei 60–70 km/h. Das Fahrgestell bestand aus Rohren, hatte eine Vorderachse mit Querblattfeder und Pendelachsen in der Mitte und hinten, versehen mit Ausleger-Längsblattfedern.
Es gab ausschließlich eine sechssitzige Tourerkarosserie mit Seitenscheiben. Anfangs waren einige wenige Exemplare mit dem Zweizylindermotor des Typs 12 bestückt.
1931 erschien als Parallele zum Tatra 30/52 der Tatra 26/52. Er hatte den Motor dieses Fahrzeugs mit 1910 cm³ Hubraum und einer Leistung von 30 PS (22 kW). Dieser Typ wurde nur ein Jahr lang gebaut.
Nachfolger dieser Modelle war ab 1933 der Typ 72 sowie verschiedene Lastwagenmodelle.

## Produktionszahlen Tatra 26
Zwischen 1927 und 1933 wurden 181 Tatra 26 hergestellt.
| Jahr     | 1927 | 1928 | 1929 | 1930 | 1931 | 1932 | 1933 | Summe |
| -------- | ---- | ---- | ---- | ---- | ---- | ---- | ---- | ----- |
| Tatra 26 | 3    | 30   | 47   | 50   | 10   | 40   | 1    | 181   |